# スポルティング・ロケレン
KSCロケレン・オースト＝フランデレン（オランダ語: Koninklijke Sporting Club Lokeren Oost-Vlaanderen (オランダ語発音: [ˈkoːnɪŋkləkə ˈspɔrtɪŋ ˌklʏp ˈloːkərən oːstˈflaːndərə(n), -rə ʔoː-])）は、ベルギーのオースト＝フランデレン州ロケレンを本拠地としていたサッカークラブである。

## 歴史
1923年、Racing Club Lokerenとして創設した。1951年にはKoninklijke Racing Club Lokerenという名称に変更。その後、クラブは財政難に陥り1970年に町にあった他のクラブを吸収してKoninklijke Standaard F.C. Lokerenとなった。
2000年にK. Sint-Niklase S.K.E.とKoninklijke Sporting Club Lokerenが合併し、2003年にK.S.C. Lokeren Oost-Vlaanderenと名を変えた。
2015年4月30日には所属選手のグレゴリー・メルテンスが試合中に突然心臓発作で倒れ、その3日後に亡くなっている。
2019年に23年ぶりに2部降格。その後、深刻な財政難に陥り、クラブが抱える負債額は500万ユーロ(約5億8400万円)とされている。選手やスタッフへの給与も未払いが続き2020年4月20日に破産宣告を受けた。

## 獲得タイトル

### 国内タイトル
- ベルギー・セカンドディビジョン：1回
  - 1995-96
- ベルギーカップ : 2回
  - 2011-12, 2013-14

### 国際タイトル
なし

## 過去の成績
- 1995-96 ベルギー・セカンドディビジョン 1位
- 1996-97 ベルギー・ファースト・ディビジョン 12位
- 1997-98 ベルギー・ファースト・ディビジョン 6位
- 1998-99 ベルギー・ファースト・ディビジョン 5位
- 1999-2000 ベルギー・ファースト・ディビジョン 10位
- 2000-01 ベルギー・ファースト・ディビジョン 4位
- 2001-02 ベルギー・ファースト・ディビジョン 7位
- 2002-03 ベルギー・ファースト・ディビジョン 3位
- 2003-04 ベルギー・ファースト・ディビジョン 10位
- 2004-05 ベルギー・ファースト・ディビジョン 8位
- 2005-06 ベルギー・ファースト・ディビジョン 8位
- 2006-07 ベルギー・ファースト・ディビジョン 16位
- 2007-08 ベルギー・ファースト・ディビジョン 12位
- 2008-09 ベルギー・ファースト・ディビジョン 7位
- 2009-10 ジュピラー・プロ・リーグ 14位
- 2010-11 ジュピラー・プロ・リーグ 5位
- 2011-12 ジュピラー・プロ・リーグ 8位
- 2012-13 ジュピラー・プロ・リーグ 5位
- 2013-14 ジュピラー・プロ・リーグ 5位
- 2014-15 ジュピラー・プロ・リーグ 8位
- 2015-16 ジュピラー・プロ・リーグ 11位
- 2016-17 ベルギー・ファースト・ディビジョンA 11位
- 2017-18 ベルギー・ファースト・ディビジョンA 13位
- 2018-19 ベルギー・ファースト・ディビジョンA 16位
- 2019-20 ベルギー・ファースト・ディビジョンB 8位

## 欧州の成績
| シーズン | 大会                   | ラウンド     | 対戦相手                           | ホーム | アウェー | 合計    |  |
| -------- | ---------------------- | ------------ | ---------------------------------- | ------ | -------- | ------- |  |
| 1976-77  | UEFAカップ             | 1回戦        | レッドボーイズ・ディフェルダンジュ | 3–1    | 3–0      | 6-1     |  |
| 1976-77  | UEFAカップ             | 2回戦        | バルセロナ                         | 2–1    | 0–2      | 2-3     |  |
| 1980-81  | UEFAカップ             | 1回戦        | ディナモ・モスクワ                 | 1–1    | 1–0      | 2-1     |  |
| 1980-81  | UEFAカップ             | 2回戦        | ダンディー・ユナイテッド           | 0–0    | 1–1      | 1-1 (a) |  |
| 1980-81  | UEFAカップ             | 3回戦        | レアル・ソシエダ                   | 1–0    | 2–2      | 3-2     |  |
| 1980-81  | UEFAカップ             | 準々決勝     | AZ                                 | 1–0    | 0–2      | 1-2     |  |
| 1981-82  | UEFAカップ             | 1回戦        | ナント                             | 4–2    | 1–1      | 5-3     |  |
| 1981-82  | UEFAカップ             | 2回戦        | アリス                             | 4–0    | 1–1      | 5-1     |  |
| 1981-82  | UEFAカップ             | 3回戦        | カイザースラウテルン               | 1–0    | 1–4      | 2-4     |  |
| 1982-83  | UEFAカップ             | 1回戦        | スタル・ミエレツ                   | 0–0    | 1–1      | 1-1 (a) |  |
| 1982-83  | UEFAカップ             | 2回戦        | ベンフィカ                         | 1–2    | 0–2      | 1-4     |  |
| 1987-88  | UEFAカップ             | 1回戦        | ブダペスト・ホンヴェード           | 0–0    | 0–1      | 0-1     |  |
| 1999     | UEFAインタートトカップ | 2回戦        | ÍA                                 | 3–1    | 3–1      | 6-2     |  |
| 1999     | UEFAインタートトカップ | 3回戦        | メス                               | 1–2    | 1–0      | 2-2 (a) |  |
| 2001     | UEFAインタートトカップ | 1回戦        | B68トフティル                      | 0–0    | 4–2      | 4-2     |  |
| 2001     | UEFAインタートトカップ | 2回戦        | ザグウェンビェ・ルビン             | 2–1    | 2–2      | 4-3     |  |
| 2001     | UEFAインタートトカップ | 3回戦        | ニューカッスル・ユナイテッド       | 0–4    | 0–1      | 0-5     |  |
| 2002     | UEFAインタートトカップ | 1回戦        | WIT Georgia                        | 3–1    | 2–3      | 5-4     |  |
| 2002     | UEFAインタートトカップ | 2回戦        | シュトゥットガルト                 | 0–1    | 0–2      | 0-3     |  |
| 2003-04  | UEFAカップ             | 予選ラウンド | ディナモ・ティラナ                 | 3–1    | 4–0      | 7-1     |  |
| 2003-04  | UEFAカップ             | 1回戦        | マンチェスター・シティ             | 0–1    | 2–3      | 2-4     |  |
| 2005     | UEFAインタートトカップ | 1回戦        | ナルヴァ・トランス                 | 0–1    | 2–0      | 2-1     |  |
| 2005     | UEFAインタートトカップ | 2回戦        | ヤングボーイズ                     | 1–4    | 1–2      | 2-6     |  |
| 2012-13  | UEFAヨーロッパリーグ   | プレーオフ   | ヴィクトリア・プルゼニ             | 2–1    | 0–1      | 2-2 (a) |  |
| 2014-15  | UEFAヨーロッパリーグ   | プレーオフ   | ハル・シティ                       | 1–0    | 1–2      | 2-2 (a) |  |
| 2014-15  | UEFAヨーロッパリーグ   | グループL    | レギア・ワルシャワ                 | 1–0    | 0–1      | 3位     |  |
| 2014-15  | UEFAヨーロッパリーグ   | グループL    | メタリスト・ハルキウ               | 1–0    | 1–0      | 3位     |  |
| 2014-15  | UEFAヨーロッパリーグ   | グループL    | トラブゾンスポル                   | 1–1    | 0–2      | 3位     |  |

## 歴代監督
- ギー・ティス 1958-1959
- ビム・ヤンセン &  ヴォジミエシュ・ルバンスキ 1987-1988
- ジョルジュ・レーケンス 1999-2001
- ポール・ピュト 2001-2003
- フランキー・ヴァン・デル・エルスト 2003-2004
- ジョルジュ・レーケンス 2007-2009
- ペーテル・マース 2010-2015
- ボブ・ペーテルス 2015
- ジョルジュ・レーケンス 2015-2016
- ペーテル・マース 2017-2018
- トロン・ソリード 2018-2019
- グレン・デ・ブック 2019
- ステイン・フレーフェン 2019-2020

## 歴代所属選手

### GK
- ムラデン・ダバノヴィッチ 1999-2004
- ブバカル・バリー 2007-2017

### DF
- カロル・ドビアシュ 1980-1983
- イェーレ・ファン・ダンメ 2019-2020
- 小池龍太 2019-2020

### MF
- ジム・ベット 1978-1980、1983-1985
- モハメド・ティムミ 1987-1989
- アルナール・グレータルソン 2000-2006
- ルーナル・クリスティンソン 2000-2007
- ベスニク・ハシ 2006-2007
- イヴァン・レコ 2009-2014
- 天野純 2019-2020

### FW
- ヴォジミエシュ・ルバンスキ 1975-1982
- ジャメル・ジダン 1978-1980
- アルノール・グジョンセン 1978-1983
- プレーベン・エルケーア・ラルセン 1978-1984
- グジェゴシ・ラトー 1980-1982
- デール・テンペスト 1986-1987
- ヤン・コレル 1996-1999
- ステパン・ユキッチ 2005-2007